# اهرنبورگ (نیدرزاکسن)
اهرنبورگ (نیدرزاکسن) (به آلمانی: Ehrenburg) یک شهر در آلمان است که در دیفولتس واقع شده‌است. اهرنبورگ ۱٬۶۵۲ نفر جمعیت دارد.